# Skanda (banda)

## Historia
El grupo se formó en Mieres, Asturias, en el año 1996. En un primer momento, se hicieron llamar Mieriners, aunque pronto cambiaron el nombre por el de Skanda. En el año 1998 ve la luz su primer disco, titulado también "Skanda", con el sello discográfico L'Aguañaz, que les acompañaría también durante sus siguientes trabajos. La formación original del grupo por aquel entonces era la siguiente: Pepe Fueyo (guitarra acústica y voz), Marcos Castañón (gaita, flautas, voz); Luis Grela (teclados), Xuan Oliva (batería), Manuel Turón (percusiones), Pablo Souto (bajo eléctrico), y José Mayordomo (guitarra eléctrica). 
Al poco tiempo de grabar su primer disco entra a formar parte del grupo la violinista Ana de la Fuente.
En el año 2001, y bajo la producción de Paco Loco, editan su segundo disco, "Mecigaya". En él se pueden encontrar temas pertenecientes, en su mayoría, a la tradición musical asturiana, aunque también a la irlandesa y a la escocesa, además de incluir varios temas propios.
No sería hasta el año 2004 cuando vería la luz el que fue su tercer trabajo discográfico: "Sangre d´Ochobre". El disco se graba en los estudios Tutu, de Corvera y Miler, de Mieres El título del disco hace referencia al nombre de un batallón en Asturias durante la Guerra Civil. La canción homónima fue nominada a la "Mejor Canción en Asturiano" del 2004 en los Premios de la Música que promueve la SGAE. Esa misma canción fue elegida la mejor del 2004 en el diario digital www.asturies.com. 
Ya en el año 2007 ve la luz "El Cuartu", también grabado entre Corvera y Mieres. Incluye 11 canciones en formato Digipack, nueve de las cuales son cantadas y dos instrumentales. En este disco se incorporan Tino Díaz en el bajo y Michel Ardura en la guitarra, para cubrir las dos bajas en la formación que se habían producido, aunque el grupo continúa con un sólido y compacto sonido característico. Con la canción Ser Humanu son nominados a la mejor canción en asturiano que promueve la ACAMU (academia de la música), y con la canción Na mio barca son nominados a la mejor canción en asturiano en la convocatoria del Principado.
En marzo de 2010 editan "Folk & Roll Circus", grabado en los estudios Miler, en Mieres, y por primera vez, de forma autoproducida. Incluye doce temas originales, más una versión de Dixebra titulada Pan y Roses, y cuenta con la colaboración de diversos artistas, como Anabel Santiago o Eduardo G. Salueña.
A lo largo de su trayectoria como grupo, Skanda ha compartido escenario con grupos tan diversos como Capercaille, Tejedor, Kepa Junquera, Llan de Cubel, Mägo de Oz, Dixebra, Reincidentes, Gwendal, etc.

## Estilo
El grupo siempre se ha caracterizado por una tendencia a la fusión de diferentes estilos más o menos cercanos o relacionados entre sí, como el rock, el soul, el jazz o el ska, sobre una base de música tradicional asturiana extensible al arco atlántico, resultando un sonido característico que ellos mismos han denominado como Folk Mestizo o Folk Industrial, marcado por la intención de desvincular la música tradicional asturiana del entorno rural al que suele ir asociado para llevarla al contexto industrializado, donde música y letras adquieren sentido pleno. Se trata de acercar el mestizaje cultural al plano de la música. Las letras de las canciones están escritas en asturiano, una de las señas de identidad del grupo.

## Componentes
Componentes Actuales:
- Pepe Fueyo: guitarra acústica y voz.
- Marco Castañón: gaitas y flautas.
- Michell Ardura: guitarra eléctrica.
- Juan Oliva: batería.
- Tino Díaz: bajo.
- Héctor Braga: violín y zanfona.

Antiguos componentes:
- Manuel Turón: percusiones
- Luis Grela: teclados.
- José Mayordomo: guitarras.
- Pablo Souto: bajo.
- Ana de la Fuente: violín.

## Discografía

### Discografía Oficial
- Skanda (L'Aguañaz, 1999). Grabado en los estudios ODDS de Gijón en mayo de 1998. Producido por Kaki Arkarazo.

Canciones:
01 - Skanda
02 - Tormaleo
03 - Velanduries
04 - Estraña sorrisa
05 - El vasu cerveza
06 - Xuanín L’Ayerán
07 - Pink Folk
08 - Habana medianueche
09 - Fai un flai
10 - Mecigaya suite
11 - L’afilaor
12 - Qu’esnale mio voz
También colaboran en este disco: Xurde Areces (acordeón), Kiko Flores (saxo), Alberto Pacheco (trompeta), Roberto Serrano (clarinete), Pablo Díaz (violonchelo) y Kaki Arkarazo (Guitarra de cuatro cuerdas).
- Mecigaya (L´Aguañaz, 2002). Grabado en los estudios ODDS de Gijón en abril de 2001. Producido por Paco Loco.

Canciones:
01 - Fúndese’l misteriu
02 - Rosamary
03 - Calamillera
04 - Vaqueires
05 - Cuestareel
06 - Flor de les agües
07 - Saltón
08 - La panoya
09 - Folksanova
10 - La teya
11 - Lliberdón
También colaboran en este disco: Banda de Gaitas "Villa de Mieres", grupo de pandereteras de "Xorrecer", Geovani Guerra Soler (tumbadores), Kiko Flores (saxo), Marcos Malnero (trombón de varas), José Flores (trompeta).
- Sangre D´Ochobre (L Águañaz, 2004). Grabado en los estudios Tutu de Corvera y Miller de Mieres en la primavera de 2004.

Canciones:
01 - Coyones y dinamita
02 - Sangre d’ochobre
03 - Poniente
04 - Cantar d’amor
05 - Carrapiellu
06 - Rayos y centelles
07 - Trébede
08 - La espluma
09 - Carcarosa F.C.
10 - Barganaz
También colaboran en este disco: Oti Méndez (Voz), Grupo "Xorrecer", John McSherry (gaita), Banda de Gaitas "Villa de Mieres", Xune Elipe (voz), Sergio Rodríguez (bajo), Lisardo Prieto.
- El Cuartu (L´Aguañaz, 2007). Grabado en los estudios Tutu de Corvera y Miller de Mieres entre febrero y marzo de 2007.

Canciones:
01 - Bluelluz
02 - Güeyos verdes
03 - Cuando torne la ñeve
04 - Alcuentru nel tropicu
05 - Cantuserron paradise
06 - Térmica, termicae
07 - Llume
08 - Na mio barca
09 - La muyer qu’a mi quier
10 - L’ Iviernu
11 - Ser humanu
También colaboran en este disco: Héctor Braga (chelo), Alberto Ablanedo (bouzuki), Lorena Menéndez (voz), Alba Rodríguez (voz), Berto Argallaes (armónica), Coro Infantil de la Escuela de Música de Mieres, Banda de Gaitas "Villa de Mieres".
- Folk & Roll Circus (Autoproducido, 2010). Grabado en los estudios Miller de Mieres entre enero y febrero de 2010.

Canciones:
01 - Nos
02 - Agora non
03 - A xirar el sol
04 - Nelolaya
05 - Soi asturianu
06 - Ailloviu
07 - Xendru, en Xendru
08 - El pesu los tos güeyos
09 - L´últimu prexubiláu
10 - La panadera
11 - Love story
12 - Pan y roses
13 - FRC (Folk & Roll Circus)
También colaboran en este disco: Anabel Santiago, Eduardo G. Salueña, Valentín Fueyo, Patri Band Folk Orl.lestra.  

### Recopilatorios y Colaboraciones
- Los nuevos soníos d´un vieyu país (Varios artistas asturianos. L´Aguañaz)
- Naciones Celtas de 100 Pipers (Varios artistas asturianos y gallegos. Fonofolk)
- L´Asturianu vive, la llucha sigue (Recopilatorio de música en asturiano. L´Aguañaz).
- Artistas en Ruta 2001 (AIE).
- Revista Interfolk, N.º 14 (Recopilatorio).
- Revista Céltica, N.º 23 (Recopilatorio).
- Ensin Cadenes (Recopiloatorio de grupos asturianos contra la violencia de género. Xorrecer).
- ¡Salú ya Dixebra! Perversiones (Disco homenaje al grupo musical Dixebra).